# Tyler Perry
Emmitt Perry Jr. (Nueva Orleans, Luisiana; 13 de septiembre de 1969), más conocido como Tyler Perry, es un actor, comediante, cineasta, escritor y compositor estadounidense. 
Escribió y produjo muchas obras de teatro durante la década de 1990 y principios de 2000. En 2011 fue el hombre mejor pagado en la industria del entretenimiento; ganó 130 millones de dólares entre 2010 y 2011.
Perry fue el creador e interpreta el personaje de Madea, una anciana de muy mal carácter. También crea películas, algunas producidas como grabaciones en vivo de obras teatrales, y otras filmadas utilizando escenarios y lugares con edición completa. Muchas de las producciones para teatro que escribiò fueron posteriormente adaptadas al cine. También creó varios programas de televisión, siendo Tyler Perry's House of Payne el más exitoso de ellos; fue emitido durante ocho temporadas en el canal TBS, desde el 21 de junio de 2006 hasta el 10 de agosto de 2012.
El 7 de marzo de 2021, los duques Enrique de Sussex y Meghan de Sussex revelaron públicamente en una entrevista televisiva con Oprah Winfrey que Perry les brindó seguridad inicial y alojamiento durante tres meses, lo que permitió que la pareja se mudara de manera segura de Canadá a California, en marzo de 2020, tras la retirada de su protección real británica. Perry es padrino de su hija, Lilibet de Sussex.

## Filmografía

### Cine
- 2005 - Diary of a Mad Black Woman
- 2006 - Madea's Family Reunion
- 2007 - Daddy's Little Girls
- 2007 - Why Did I Get Married?
- 2008 - Meet the Browns
- 2008 - The Family That Preys
- 2009 - Madea Goes to Jail
- 2009 - Star Trek
- 2009 - I Can Do Bad All By Myself
- 2009 - Precious
- 2010 - Why Did I Get Married Too?
- 2010 - For Colored Girls
- 2011 - Madea's Big Happy Family
- 2012 - Good Deeds
- 2012 - Madea's Witness Protection
- 2012 - Alex Cross
- 2013 - Temptation: Confessions of a Marriage Counselor
- 2013 - Tyler Perry Presents Peeples
- 2013 - A Madea Christmas
- 2014 - The Single Moms Club
- 2014 - Gone Girl
- 2015 - Madea's Tough Love
- 2016 - Teenage Mutant Ninja Turtles: Out of the Shadows
- 2016 - Brain on Fire
- 2016 - Boo! A Madea Halloween
- 2017 - The Star
- 2017 - Boo 2! A Madea Halloween
- 2018 - Vice
- 2018 - Acrimony
- 2018 - Nobody's Fool
- 2019 - A Madea Family Funeral
- 2020 - A Fall from Grace
- 2020 - Tyler Perry's Young Dylan
- 2021 - Aquellos que desean mi muerte